# Бягство от затвора
„Бягство от затвора“ (на английски: Prison Break) е американски сериал, дебютирал по Fox на 29 август 2005 г.
Историята се върти около човек, осъден на смърт за престъпление, което не е извършил, и неговия брат, който разработва план за избягването му от смъртната присъда. По идея на Пол Шуринг, шоуто е продуцирано от Adelstein-Parouse Productions в съвместие с Original Television и 20th Century Fox Television. Сегашните изпълнителни продуценти са Мат Олмстед, Кевин Хукс, Марти Адълстийн, Доун Пароус, Нийл Мориц и Брет Ратнър, който режисира и пилотния епизод. Мелодията към сериала е композирана от Рамин Джавади, който е номиниран за награда Еми.
Последният епизод е излъчен на 15 май 2009 г. Два допълнителни епизода са продуцирани, които заемат място преди епилога на сериала и са пуснати на 21 юли на DVD под формата на филм, озаглавен „Бягство от затвора: Последното бягство“. През август 2015 г. е обявено, че лимитирана поредица от 10 епизода ще дебютира по Fox през 2016 г. Заснемането на новите епизоди започва на 7 април 2016 г. във Ванкувър и продължава до 5 юли 2016 г. Излъчването им започва на 4 април 2017 г. по Fox, всеки вторник от 21:00. Последният епизод е излъчен на 30 май 2017 г.

## Сюжет
Вижте: Списък с епизоди на Бягство от затвора
 Внимание:  Текстът по-долу разкрива сюжета на произведението (или части от него)!

### Сезон 1
Първият сезон съдържа общо 22 епизода. Линкълн Бъроус (Доминик Пърсел) е обвинен в убийството на Терънс Стедман, брат на вицепрезидента на САЩ. Със силни доказателства, подкрепящи обвинението в убийство от първа степен, Линкълн е осъден на смърт и изпратен в затвора Фокс Ривър, за да чака деня на екзекуцията си. Братът на Линкълн, Майкъл Скофийлд (Уентуърт Милър), е убеден в невинността на Линкълн и измисля гениален план за бягство, който закодира в татуировките на тялото си. След като Майкъл влиза нарочно във Фокс Ривър, той трябва да преодолее различни препятствия и да се свърже с определени затворници, за да се осъществи успешно планът му. Вероника Донован (Робин Тъни) започва да разследва конспирацията, която вкарва Линкълн в затвора. Агенти от организация, известна като „Компанията“, пречат на Вероника да стигне до истината.

### Сезон 2
Вторият сезон също съдържа общо 22 епизода. Историята продължава осем часа след бягството от Фокс Ривър. Въвеждат се нови герои, като Александър Махоун (Уилям Фиктнър), агент от ФБР, решен да проследи и залови осемте избягали затворници. „Компанията“ продължава с плана си да намери и елиминира Линкълн Бъроуз и всеки, изпречил се на пътя им. Междувременно след като вицепрезидентката на САЩ вече е станала президент (титулярът е елиминиран от тайните служби), агент Келерман се сдобива с нов началник. Започва и паралелна сюжетна линия начело с д-р Сара Танкреди, която получава данни, изобличаващи конспирацията на „Компанията“ и също попада в списъка на търсените от агентите. Всеки от избягалите поема по свой път, но крайна цел на всички е едно ранчо в Юта, където очакват да намерят много пари и да улеснят бягството си. След като намират парите, Тиодор „Ти-Бег“ Багуел (Робърт Непър) отмъква парите и потегля към своята стара любов Сузи Кю. Междувременно Махоун започва да убива бегълците един по един, като започва от Джон Абруци, след него Дейвид Аполскис, по-късно и Психо. Майкъл и Линкълн продължават да бягат заедно със съкилийника на Скофийлд – Сукре, който отива в Мексико да вземе своята любима Марикруз. Постепенно братята откриват все повече доказателства, че Линкълн е невинен. Агент Келерман помага, като се опитва да постигне своята собствена цел. След като отиват в Панама с параход, взимат лодка, кръстена на майка им: Кристина Роза Скофийлд. Накрая Пол Келерман си признава и доказва невинността на Бъроуз, но бива убит на път към затвора. По непредвидени обстоятелства Майкъл Скофийлд отново попада в затвора, но не във Фокс Ривър, а във федералния затвор Сона. Така завършва вторият сезон.

### Сезон 3
Третият сезон съдържа общо 13 епизода. Първите 17 минути от новия сезон са пуснати на официалния сайт на 24 август, а премиерата му се състои на 17 септември. В първите серии на сезона Ел Джей и Сара са отвлечени. Майкъл е в Сона и трябва да извади един човек от там, за да си върнат Сара и Ел Джей. Линк е много притеснен, той намира къде се укриват похитителите, отива там, но не може да ги спаси, те бягат заедно със Сара и Ел Джей. След няколко дни на Линк изпращат кутия, в която е главата на Сара. Майкъл не трябва да знае и Линк не му казва. Благодарение на Сукре, Майк и Уистлър (човека, който трябва да извади) ще могат да избягат. Сукре става гробар на Сона. От организацията, която държи Ел Джей, се опитват да измъкнат Уистлър, като дори го карат да убие Майкъл преди да го направят. Въпреки всичко планът пропада с много жертви от страна на пазачите, след което преместват Майкъл в друг затвор заради вече втория опит за бягство по време на неговия престой в Сона. Майкъл не е преместен в друг затвор, а затворен в парник, за да каже кой е наредил бягството с хеликоптери. Благодарение на Майкъл успяват да се измъкнат Махоун, Уистлър, Макгрейди и самият той, откъдето се отправят за размяната на Уистлър с Ел Джей. В затвора остават Ти-Бег, Белик и Сукре. След размяната Скофийлд тръгва след Гретчен и Уистлър, за да търси отмъщение за Сара.

### Сезон 4
Действието на последния сезон се развива три седмици след финала на трети сезон. Оказва се, че Сара е жива. Ти-Бег, Белик и Сукре бягат от затвора Сона. Багуел тръгва на лична вендета срещу Скофийлд, а Белик, Махоун и Сукре са заловени. Майкъл също е заловен и му се дава право на избор, да работи за правителството или да излежи 15 години затвор. Така братята, заедно с Махоун, Сукре и Белик започват война срещу Компанията. Майкъл Скофийлд малко по малко разбира, че има тумор. Когато е на прага на смъртта самият Кранц му помага и Майкъл се възстановява. Оказва се, не само, че Сара е жива, но и майката на братята – Кристина Роуз Скофийлд. Тя издава тайната на Майкъл и тогава той разбира, че всъщност Линкълн не му е истински брат. Сара забременява от Майкъл. В края на четвърти сезон се появяват два стари персонажа – Пол Келерман и Стотачката.

## Актьори и герои
Ролята на осъдения на смърт затворник Линкълн Бъроус се изпълнява от Доминик Пърсел, докато Уентуърт Милър играе неговия брат, Майкъл Скофийлд. Робин Тъни е избрана за ролята на Вероника Донован, приятелка на братята от детството и впоследствие техен адвокат. Еймори Ноласко играе ролята на съкилийника на Майкъл в затвора Фокс Ривър, Фернандо Сукре. Маршъл Олман влиза в ролята на сина на Линкълн „Ел Джей“ Бъроус. Питър Стормар е избран за ролята на Джон Абруци, затворник от Фокс Ривър и чикагски мафиот. Ролята на Брад Белик, главният надзирател във Фокс Ривър, се играе от Уейд Уилямс. Сара Уейн Келис, която играе д-р Сара Танкреди, става първият официален член на актьорския екип. Към тези осем актьори последователно се присъединяват Пол Адълстийн, който играе Пол Келърман, агент от тайните служби, участващ в конспирацията зад присъдата на Линкълн, Робърт Непър и Рокмънд Дънбар, които играят затворниците Тиодор „Ти-Бег“ Багуел и Бенджамин „Стотачката“ Майлс Франклин.

## Награди

### Спечелени
- 2006 Награда „Изборът на публиката“
  - Любим нов драматичен телевизионен сериал

### Номинации
- 2006 Златен глобус
  - Най-добър драматичен телевизионен сериал
  - Най-добро изпълнение на актьор в драматичен телевизионен сериал – Уентуърт Милър

- 2006 Награда Еди на Американските киноредактори
  - Най-добра видео обработка на едночасов телевизионен сериал за комерсиалната телевизия – Марк Хелфрих (за пилотния епизод)

- 2006 Награда Сатурн
  - Най-добър актьор в телевизията – Уентуърт Милър
  - Най-добър телевизионен сериал излъчван по кабелните мрежи

- 2006 награда на Асоциацията на телевизионните критици
  - Най-добър нов драматичен сериал

- 2006 Награда Еми за най-гледаемото време
  - Най-добра заглавна музикална тема – Рамин Джавади

## „Бягство от затвора“ в България
В България сериалът започва излъчването си на 20 октомври 2006 г., всеки делник от 20:00 по Нова телевизия. Първи сезон завършва на 22 ноември. Втори сезон започва на 30 април 2007 г. с разписание всеки понеделник и петък от 20:00 и приключва на 13 юли. На 20 май 2008 г. започват повторения на първи сезон, всеки делничен ден от 23:45 и завършват на 18 юни, а веднага след тях на 19 юни започват и тези на втори сезон със същото разписание и приключват на 18 юли. На 23 октомври започва трети сезон, всеки делник от 22:30 и завършва на 10 ноември. На 16 февруари 2009 г. започва четвърти сезон, всеки делник от 21:00 и биват излъчени първите десет епизода. На 13 юли започват и останалите епизоди, всеки делник от 22:30. От 20 юли се излъчва от 22:00. Последният епизод е излъчен на 28 юли. След края на сериала, „Бягство от затвора: Последното бягство“ е излъчен на 1 август от 20:00, като в дублажа не се споменава подзаглавието „Последното бягство“. На 1 февруари 2010 г. започват повторенията на трети сезон, всеки делник от 23:30, а последният епизод е излъчен на 17 февруари, а на 18 февруари започва повторното излъчване на четвърти сезон. Той завършва на 19 март, а веднага след това на 20 март от 23:10 е пуснат повторно и „Бягство от затвора: Последното бягство“.
На 21 юли 2008 г. сериалът започва повторно излъчване по Fox Crime с разписание всеки понеделник от 22:00 с повторения във вторник от 17:00 и неделя от 11:00. Първи сезон завършва на 15 декември. Втори сезон започва на 16 ноември 2009 г., всеки понеделник от 21:10 по два епизода един след друг с повторение в събота и неделя по един епизод от 21:35 и завършва на 25 януари 2010 г. На 1 февруари започва трети сезон със същото разписание, а от 1 март се излъчва по един епизод с повторение в неделя от 23:30. На 24 май започва четвърти сезон, всеки понеделник от 21:10 по два епизода и приключва на 2 август. „Последното бягство“ е излъчен на 9 август от 21:10.
На 1 юни 2015 г. започва повторно излъчване по Диема, всеки делник от 21:00 с повторение след полунощ. Първи сезон завършва на 30 юни. На 1 юли започва втори сезон и приключва на 31 юли.
На 6 април 2017 г. започва пети сезон по Fox, всеки четвъртък от 22:00.
На 31 май 2019 г. започва повторно излъчване по bTV Action, всеки делник от 18:00. Двата епизода от „Последното бягство“ са излъчени съответно на 19 и 20 септември.
От първи до четвърти сезон дублажът е на Арс Диджитал Студио, чието име се споменава от седемнайсети епизод на четвърти сезон, а в пети сезон е на студио Доли. Ролите се озвучават от артистите Татяна Захова, Николай Николов, Борис Чернев до шестнайсети епизод на четвърти сезон, Калин Сърменов от седемнайсети епизод на същия сезон до края на сериала и Васил Бинев. В „Последното бягство“ дублажът също е на Арс Диджитал Студио и ролите се озвучват от Татяна Захова, Силвия Лулчева, Николай Николов и Васил Бинев, а Калин Сърменов не участва. В пети сезон към състава е добавена Елена Русалиева, а Сърменов е заместен от Любомир Младенов и Георги Георгиев – Гого.
За излъчването по bTV Action 21 и 22 епизод от четвърти сезон е преозвучен в студио VMS. Към състава е добавена Петя Абаджиева, а Николай Николов и Калин Сърменов са заместени от Станислав Димитров и Росен Русев.

### Издания на DVD в България
Първи и втори сезон са издадени на DVD със субтитри на български от А+Films. Всяко издание се състои от шест диска.